# Phakellia bowerbanki
Phakellia bowerbanki är en svampdjursart som beskrevs av Vosmaer 1885. Phakellia bowerbanki ingår i släktet Phakellia och familjen Axinellidae. Inga underarter finns listade i Catalogue of Life.